# رسول وطن‌دوست
رسول وطن‌دوست حقیقی (زادهٔ ۲۶ تیر ۱۳۲۶ در اصفهان)، کارشناس شیمی و دکترای حفاظت و مرمت آثار تاریخی و فرهنگی و مُدرسِ دانشگاه اهل ایران است.

## زندگی‌نامه
عبدالرسول وطن‌دوست حقیقی، در ۲۶ تیر ۱۳۲۶ در اصفهان به‌دنیا آمد. او که اصالتاً شیرازی است، از کودکی در تهران زندگی کرد. پدر او، محمود وطن‌دوست حقیقی، از استادانِ هنر خاتم‌کاری بود که در کارگاه خاتم‌کاری وزارت فرهنگ و هنر (سابق) فعالیت می‌کرد. رسول وطن‌دوست در سال ۱۳۴۴ از دبیرستان علوم تهران فارغ‌التحصیل شد، و همان سال پس از موفقیت در کنکور دانشگاه تهران به‌دلیل علاقه به علوم پایه و به‌ویژه شیمی، تحصیل در این رشته را برگزید. پس از پایان تحصیلات و اخذ مدرک کارشناسی شیمی در سال ۱۳۴۸ از دانشگاه تهران عازم خدمت سربازی شد و بعد از اختتام این دوره به‌عنوان شیمیست به مرکز باستان‌شناسی ایران (سابق) پیوست تا در راه‌اندازی آزمایشگاه و کارگاه مرمت کمک کند. چندی بعد به هندوستان سفر کرد و یک دوره‌ی آموزشی در زمینه‌ی حفاظت و مرمت آثار فرهنگی را زیر نظر اُ.پی. آگراول، رئیس وقت آزمایشگاه مرکزی مرمت هندوستان در موزه ملی هندوستان در دهلی‌نو گذراند. او که بسیار به آثار تاریخی و فرهنگی علاقه‌مند بود و دغدغه‌ی حفاظت از این آثار را در ذهن داشت، برای ادامه‌ی تحصیل در رشته‌ی مورد علاقه‌اش عازم انگلستان شد و در سال ۱۳۵۷ موفق به اخذ دکترا در رشته‌ی حفاظت و مرمت آثار تاریخی از دانشگاه لندن شد.

## فعالیت‌های حرفه‌ای و تخصصی
وطن‌دوست پس از بازگشت کار خود را در مرکز باستان‌شناسی ایران ادامه داد و با همکاری همراهان خود کارگاه و آزمایشگاه مرمت را توسعه داد (این آزمایشگاه در زیرزمین ساختمانی که مربوط به پژوهشکده باستان‌شناسی است قرار دارد و بخشی از کارگاه آزمایشگاه مرمت موزه ملی ایران را تشکیل می‌دهد). وطن‌دوست در سال ۱۳۶۶ طرح ایجاد آزمایشگاه تحقیقاتی مرکزی حفاظت و مرمت را تهیه و به سازمان میراث فرهنگی ارائه داد و پس از تصویب آن، فعالیت برای تأسیس این نهاد را آغاز نمود. مدتی بعد وطن‌دوست موفق شد تا طرح احداث ساختمان مرکزی مجهز برای حفاظت و مرمت آثار را تهیه و به تصویب برساند. این ساختمان که در قطعه زمین واقع در روبروی ساختمان موزه ملی ایران ساخته شد، در نهایت به پژوهشکده حفاظت و مرمت آثار تاریخی-فرهنگی اختصاص یافت و در چهارم آذر ۱۳۸۴ طی مراسمی رسماً گشایش یافت.
از دیگر مسئولیت‌های او در زمینه‌ی میراث فرهنگی می‌توان به مدیریت دفتر روابط فرهنگی و امور بین‌الملل سازمان میراث فرهنگی اشاره کرد.
وی در سال ۱۳۸۸ از سازمان میراث فرهنگی، صنایع دستی و گردشگری بازنشسته شد.

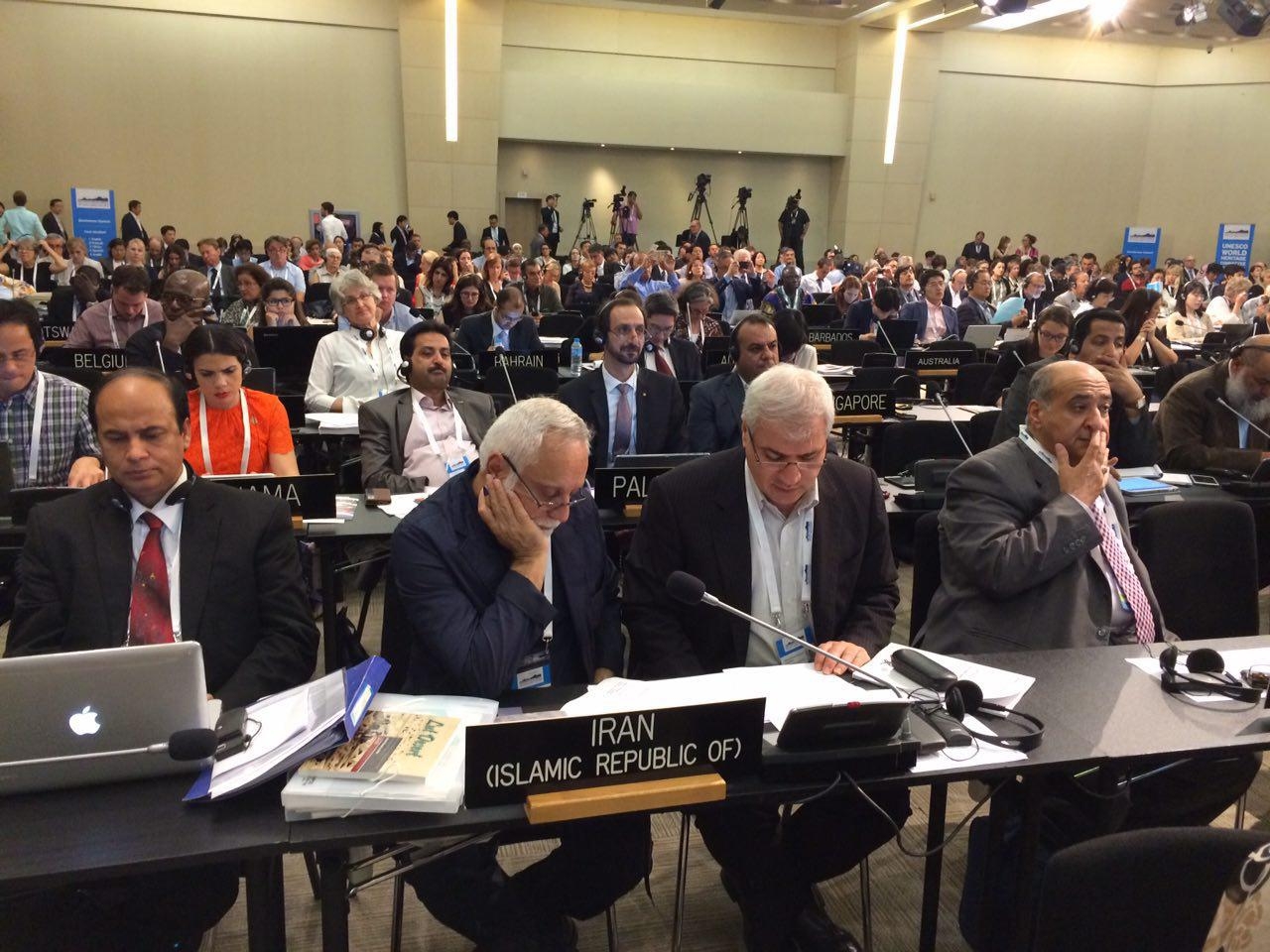
در چهلمین نشست کمیته میراث جهانی (ثبت بافت تاریخی یزد)

## فعالیت‌های آموزشی
وطن‌دوست در سال ۱۳۵۴ به ایران آمد تا در راه‌اندازی رشته‌ی مرمت در دانشکده پردیس اصفهان وابسته به دانشگاه فارابی همکاری کند. به این ترتیب از سال‌های ۱۳۵۴ به بعد کار تدریس در دانشکده پردیس اصفهان در مقطع کارشناسی ارشد را که با همکاری باقر آیت‌الله‌زاده شیرازی، محمدکریم پیرنیا، محمدامین میرفندرسکی، کسایی، جمشید بهنام، ثریا قائم مقامی، و منصور فلامکی انجام می‌شد، آغاز کرد. بعدها مقطع کارشناسی مرمت نیز در دانشگاه پردیس اصفهان راه‌اندازی شد.
در حال حاضر رشته‌ی مرمت آثار تاریخی و فرهنگی در مرکز آموزش عالی میراث فرهنگی و چندین دانشگاه کشور تدریس می‌شود. وطن‌دوست ضمن تدریس در رشته‌ی حفاظت و مرمت آثار تاریخی و فرهنگی در دانشگاه آزاد اسلامی واحد تهران مرکز، کار هدایت پایان‌نامه‌های دانشجویی در مقاطع کارشناسی ارشد و دکترا را ادامه می‌دهد.

### گزیده‌ای از فعالیت‌ها در حوزه‌ی حفاظت و مرمت آثار
- بنیان‌گذار اولین آزمایشگاه حفاظت و مرمت در ایران در مرکز باستان‌شناسی ایران (۱۳۵۱).
- همکاری در بنیان‌گذاری دوره فوق لیسانس در رشته حفاظت و مرمت آثار و بناهای تاریخی، دانشگاه فارابی، اصفهان (۱۳۵۴).
- بنیان‌گذار آزمایشگاه مرمت، دانشگاه هنر اصفهان (۱۳۵۷).
- همکاری در بنیان‌گذاری دوره کارشناسی در رشته حفاظت و مرمت آثار تاریخی، مجتمع دانشگاهی هنر، پردیس اصفهان (۱۳۶۳).
- همکاری در بنیان‌گذاری دوره فوق لیسانس در رشته حفاظت و مرمت اشیاء تاریخی-فرهنگی، مجتمع دانشگاه هنر، تهران (۱۳۶۹).
- همکاری در بنیان‌گذاری دوره فوق دیپلم در حفاظت و مرمت اشیاء تاریخی-فرهنگی، مرکز آموزش عالی میراث فرهنگی، سازمان میراث فرهنگی ایران (۱۳۶۹).
- بنیان‌گذار آزمایشگاه تحقیقاتی مرکزی برای حفاظت و مرمت آثار تاریخی-فرهنگی، سازمان میراث فرهنگی کشور (سابق)، تهران (۱۳۶۹).
- بنیان‌گذار مرکز تحقیقات حفاظت و مرمت آثار تاریخی-فرهنگی، سازمان میراث فرهنگی کشور (سابق)، تهران (۱۳۷۲).
- بنیان‌گذار پژوهشکده حفاظت و مرمت آثار تاریخی-فرهنگی، سازمان میراث فرهنگی کشور (سابق)، تهران[۴] (۱۳۷۵).
- بنیان‌گذار شرکت دانش و مرمت یادمان (YSC)، تهران (۱۳۸۹).

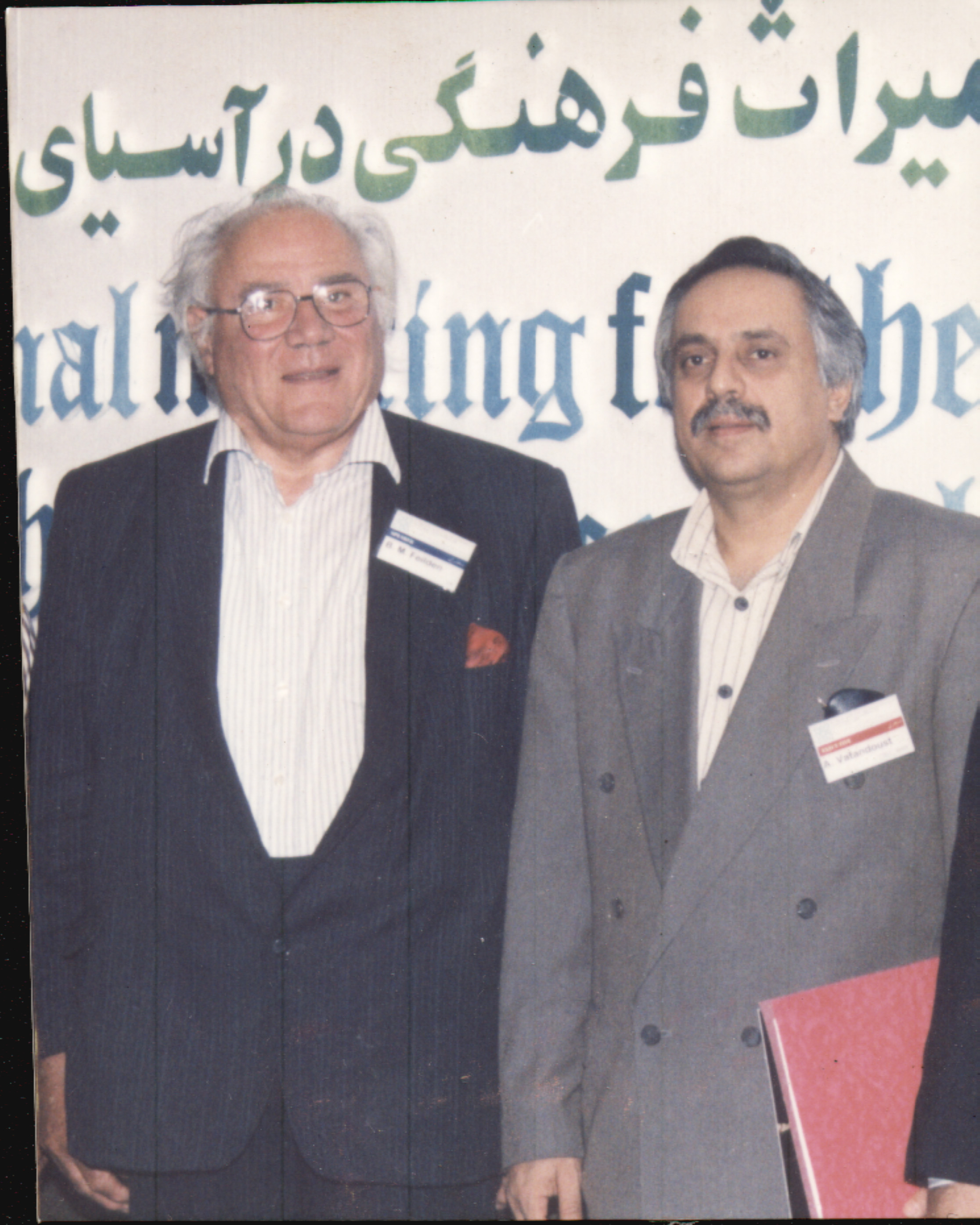
به‌همراه پروفسور برنارد فیلدن

## فعالیت‌های علمی و اجرایی
- رئیس و مسئول اجرایی، نخستین نشست منطقه‌ای حفاظت و مرمت میراث فرهنگی در آسیای میانه و باختری، تهران، ایران، ۲۵ تا ۲۹ شهریور (۱۳۷۴).
- مدیر اجرایی و دبیرکل همایش بزرگداشت هزارمین سال احداث میل گنبد، گنبد قابوس، ایران (۱۳۷۵).
- دبیرکل نخستین نشست کمیته کاری حفاظت و مرمت آثار تاریخی-فرهنگی در آسیای میانه و باختری، تهران (۱۳۷۶).
- مدیر اجرایی و دبیرکل نخستین دوره آموزشی منطقه‌ای حفاظت آثار سنگی در آسیای میانه و باختری پروژه مشترک با ایکروم، شیراز، ایران (۱۳۷۷).
- سرپرست دفتر همکاری‌های منطقه‌ای حفاظت و مرمت آثار تاریخی-فرهنگی در آسیای میانه و باختری (۱۳۷۷).
- مدیر اجرایی و دبیرکل چهارمین کنفرانس بین‌المللی فرسودگی زیست‌محیطی آثار تاریخی-فرهنگی 4-ICBCP، تهران، ایران (۱۳۷۷).
- مدیرکل اولین و دومین سمینار معدن‌های کهن و متالوژی در ایران، تهران (۱۳۷۷ و ۱۳۷۸).
- رئیس کمیته مطالعه معدن‌کاری و فلزکاری کهن، سازمان میراث فرهنگی کشور (سابق) (۱۳۷۷ تا ۱۳۸۵).
- مدیر ملی پروژه بین‌المللی حفاظت از بنای چغازنبیل، سازمان میراث فرهنگی، یونسکو، پروژه تحت سرپرستی ژاپن-ایران (۱۳۷۷ تا ۱۳۸۷).
- مدیر اجرایی دوره آموزشی منطقه‌ای در حفاظت از بناهای خشتی و محوطه‌های تاریخی هفت‌تپه، چغازنبیل-ایران (۱۳۸۰).
- مدیر علمی و اجرایی و دبیرکل نهمین کنفرانس بین‌المللی مطالعه و حفاظت بناهای خشتی، ترا ۲۰۰۳، یزد[۵] (۱۳۸۲).
- رئیس کمیته تخصصی میراث فرهنگی منقول در طرح ملی توسعه ملی میراث فرهنگی طبیعی، معنوی، صنایع دستی و گردشگری (۱۳۸۶).
- مدیر پروژه بین‌المللی مطالعات معدن‌های کهن و متالوژی در فلات مرکزی ایران[۶] (۱۳۸۹).
- بنیان‌گذار همایش‌های سالانه و دوسالانه حفاظت و مرمت اشیاء تاریخی و تزئینات وابسته به معماری و مدیریت علمی و اجرایی آنها (از ابتدا تا هنگام بازنشستگی).

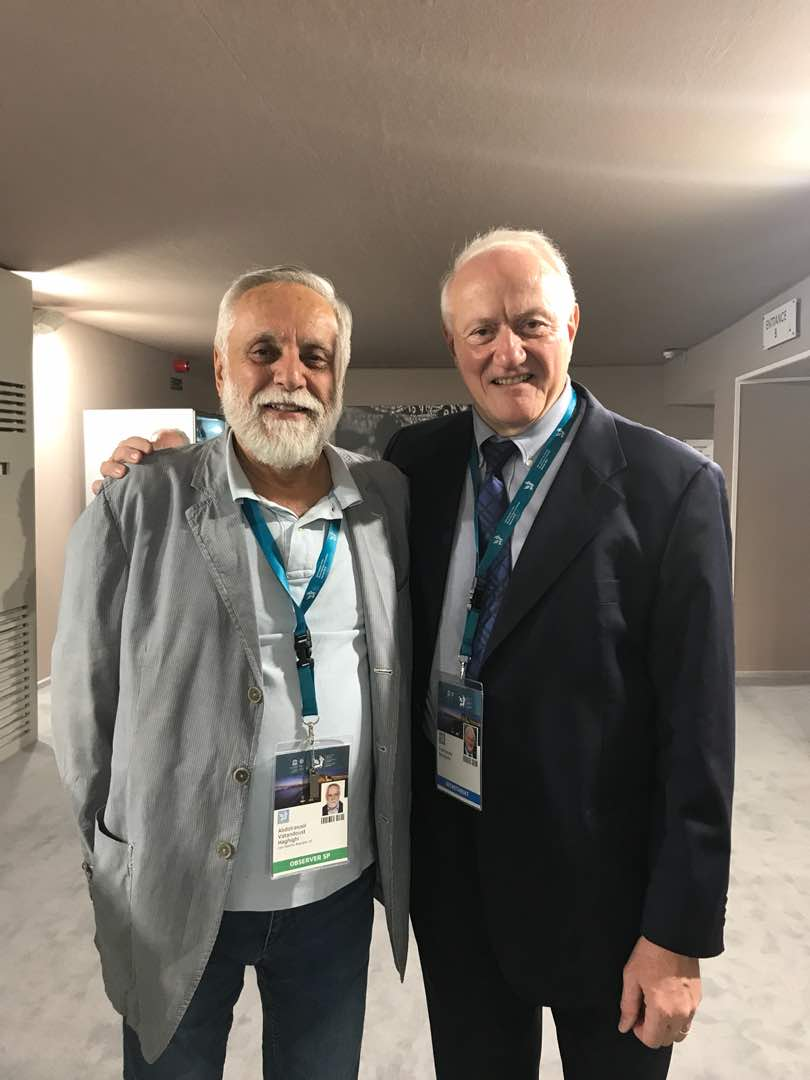
به‌همراه فرانچسکو باندارین (معاون مدیر کل یونسکو)

## مشارکت در سازمان‌ها و نهادهای بین‌المللی
- عضو شورای مرکز بین‌المللی مطالعه حفاظت و مرمت گنجینه‌های فرهنگی (ایکروم)، (۲۰۰۳-۲۰۰۱)؛ (۲۰۰۹-۲۰۰۴)؛ و (۲۰۱۳-۲۰۰۹).
- عضو کمیته هماهنگی بین‌المللی یونسکو برای پاسداری از میراث فرهنگی افغانستان.
- عضو کمیته هماهنگی بین‌المللی یونسکو برای پاسداری از میراث فرهنگی عراق.
- عضو گروه یونسکو برای تدوین استراتژی میراث فرهنگی العین، امارات متحده عربی.
- عضو کمیته اجرایی بین‌المللی برای ایجاد موزه نوبی در اسوان و موزه ملی تمدن مصر در قاهره.
- رئیس بیست و سومین اجلاس عمومی مرکز بین‌المللی مطالعه حفاظت و مرمت گنجینه‌های فرهنگی (ایکروم) (۱۹ تا ۲۱ نوامبر ۲۰۰۳)، رم، ایتالیا.
- رئیس چهاردهمین، پانزدهمین، شانزدهمین و هفدهمین جلسات کمیته اجرایی یونسکو برای تأسیس موزه نوبی در اسوان و موزه ملی تمدن مصر در قاهره، قاهره، اسوان، پاریس.
- رئیس نشست دفتر کمیته اجرایی یونسکو برای تأسیس موزه نوبی در اسوان و موزه ملی تمدن مصر در قاهره.
- عضو کمیته علمی دهمین کنفرانس بین‌المللی مطالعه و حفاظت میراث گلی، کشور مالی (۱۳۸۶).
- عضو همکار کمیته اجرایی شورای بین‌المللی یادمان‌ها و محوطه‌ها (ایکوموس)[۷].
- عضو کمیته علمی یازدهمین کنفرانس بین‌المللی مطالعه و حفاظت میراث گلی، پرو (۲۰۱۲).
- کارشناس یونسکو برای حفاظت و مرمت موزه ملی کویت و دارالآثار اسلامیه، کویت.
- عضو پیشین هیئت مدیره شورای بین‌المللی حفاظت از میراث معماری گلی ایکوموس.

## برخی از کتاب‌ها و مقالات
- ترجمه کتاب «فرسودگی سنگ و حفاظت آن»؛ نوشته ج. ج. آموروسو - و. فاسینا[۸][۹](۱۳۷۱).
- ترجمه کتاب «حفاظت و مرمت آثار تاریخی و هنری»؛ نوشته اچ. ج. پلندرلیت[۱۰][۱۱](۱۳۷۵).
- «علم حفاظت، الزامات و امکانات»، برنامه‌های آموزشی دانشگاه برای رشته حفاظت و مرمت علمی، مجموعه مقالات سمینار بین‌المللی، بولونیا، ایتالیا ۲۷–۲۶ نوامبر ۱۹۹۹، ISBN 92-9077-166-6، ۲۰۰۰ ایکروم (۱۳۷۶).
- گزارش مقدماتی پژوهش‌های فلزکاری در حوالی محوطه کهن اریسمان نزدیک کاشان، غرب منطقه‌ی مرکزی ایران، در Archaoelogiche Mitteilungen aus Iran und Turan, Band 3 (سال ۱۳۷۸).
- مقالات چاپ شده در نهمین کنفرانس مطالعه و حفاظت آثار خشتی، 2003 Terra، یزد، ایران، ۲۹ نوامبر تا ۲ سپتامبر ۲۰۰۳ (۱۳۸۲).
- فاجعه زلزله بم، ایران، راهکارهای بعدی برای شهری که از خاک ساخته شده بود، LEHM 2004، چهارمین کنفرانس بین‌المللی ساختمان‌سازی با خاک، شابک ‎۷−۰۱۴۸۶۴−۰۰−۳ ۲۰۰۴، صفحات ۲۳۳–۲۲۱ (۱۳۸۲).
- فلزکاری و معدن‌کاری کهن، گذشته و آینده ایران از یک چشم‌انداز تحقیقاتی، شکوه ایران زمین (Persiens Antiike Pracht)، بوخوم، جلد ۱ و ۲ (۱۳۸۲).
- گزارش نهایی پروژه‌های پایش و ارزیابی خسارت ناشی از آلودگی جنگ خلیج بر آثار موزه‌ای و روباز ایران، مرکز اروپایی، و نیز حرفه‌ها و مهارت‌های حفاظت میراث معماری، مارس ۲۰۰۴ (۱۳۸۳).
- کاربرد لیزرهای Nd: YAG و ‍CO2 برای تمیز کردن زنگار اشیاء تاریخی مس و برنز، Journal of Nuclear Science and Technology، شماره ۳۴، ۲۰۰۵، (۳) (۱۳۸۳).
- محوطه باستان‌شناسی کُنار صندل، جیرفت، ایران: حفاظت از معماری خشتی، مجموعه مقالات تِرا ۲۰۰۸، دهمین کنفرانس بین‌المللی مطالعه و حفاظت از میراث معماری خشتی، مؤسسه حفاظت گِتی (۲۰۱۱).
- رویکردهای تازه نسبت به استحکام‌بخشی و تقویت سازه‌های خشتی ناپایدار در بم بعد از زلزله دسامبر ۲۰۰۳، مجموعه مقالات تِرا ۲۰۰۸، دهمین کنفرانس بین‌المللی مطالعه و حفاظت از میراث معماری خشتی، مؤسسه حفاظت گِتی (۲۰۱۱).
- سیر تحول معماری خشتی در ایران، کنفرانس بین‌المللی معماری خشتی تِرا در آسیا، جمهوری کره (اکتبر ۲۰۱۱).
- معادن و فلزکاری اولیه در فلات مرکزی و غرب ایران، پنج سال نخست کاری، باستان‌شناسی ایران و توران، مؤسسه باستان‌شناسی آلمان، (۲۰۱۱).
- ترجمه، تدوین و مقدمه کتاب «خوانش‌هایی در حوزه حفاظت جستارهای تاریخی و فلسفی در حفاظت از میراث فرهنگی»؛ ویراستاران ن. ا. پرایس و همکاران[۱۲][۱۳](۱۳۹۵).